# Eisenbahnbrücke am Wöhlerweg
Die Eisenbahnbrücke am Wöhlerweg ist eine Eisenbahnbrücke in Darmstadt.

## Konstruktion und Geschichte
Die Brücke wurde in den Jahren 1910 bis 1912 erbaut. Ihr Bau steht im Zusammenhang mit dem im Jahre 1912 eingeweihten neuen Hauptbahnhof von Darmstadt, sie dient der Verknüpfung der Bahnstrecke nach Aschaffenburg mit dem Gleisvorfeld des Hauptbahnhofs.
Die Brücke besteht aus zwei parallelgurtigen, genieteten Fachwerk-Überbauten mit einer Länge von jeweils 40 Metern. Sie wird an den Enden von Widerlagern aus Beton und in der Mitte von einer Vollwand-Portalstütze getragen.
In den 1950er Jahren wurden die Hauptstrecken im Raum Darmstadt elektrifiziert. Die unter Denkmalschutz stehende Brücke ist ein gutes Beispiel der Ingenieurbaukunst in den 1910er Jahren.
Seit Februar 2021 wird die Brücke saniert. Dazu wurden Überbauten und Portalstütze ausgebaut, neben den Gleisen abgelegt und mit einer provisorischen Hallenkonstruktion umgeben. Die Arbeiten sollten nach Angabe der DB Netz AG im März 2022 abgeschlossen sein. Im Oktober 2022 wurde bekannt, dass die Brücke nicht zu sanieren ist und durch einen originalgetreuen Neubau ersetzt werden muss.